# Josh Stamberg
Joshua Collins 'Josh' Stamberg (Washington D.C., 4 januari 1970) is een Amerikaans acteur.

## Biografie
Stamberg heeft gestudeerd aan de Universiteit van Wisconsin-Madison in Madison (Wisconsin) waar hij filosofie studeerde. Stamberg is getrouwd en heeft hieruit een kind.

## Filmografie

### Films
Uitgezonderd korte films.
- 2025 Magic Hour - als Bob
- 2021 Operation Varsity Blues: The College Admissions Scandal - als Bill McGlashan
- 2019 The Man with the Golden Gun - als Felix Leiter (stem)
- 2019 Bad Art - als James
- 2019 Justine - als Michael
- 2018 The Etruscan Smile - als Jeff
- 2018 Pacific Rim Uprising - als vader van Amara
- 2017 Home Again - als Warren
- 2016 Havenhurst - als Tim
- 2015 Day Out of Days - als Josh
- 2014 Unstrung - als Phil
- 2013 Dark Skies - als politieagent
- 2013 Afternoon Delight – als Matt
- 2013 Saving Lincoln – als Salmon P. Chase
- 2011 J. Edgar – als agent Stokes
- 2010 Legion – als Burton
- 2007 Fracture – als Norman Foster
- 2006 Drifting Elegant – als Nate
- 2006 Play It by Ear – als Robert
- 2005 Love for Rent – als Paul
- 2005 Must Love Dogs – als Lennie
- 2005 A Lot Like Love – als Michael
- 2002 Standard Time – als Steve
- 2002 Washington Heights – als dr. Field
- 2002 The Time Machine – als automobilist
- 2002 The Perfect You – als Eddie
- 2001 Kate & Leopold – als college Bob
- 2000 The Photographer – als Peter Morgan
- 1994 Normandy: The Great Crusade – als Francis Greenleaf

### Televisieseries
Uitgezonderd eenmalige gastrollen.
- 2022 The Time Traveler's Wife - als Richard DeTamble - 3 afl.
- 2022 Magnum P.I. - als Shane Whelan - 2 afl.
- 2022 The Rookie - als Dexter Hayes - 2 afl.
- 2021 WandaVision - als Directeur Tyler Hayward - 6 afl.
- 2019 The Loudest Voice - als Bill Shine - 7 afl.
- 2018 Nashville - als Darius Enright - 7 afl.
- 2017 Longmire - als U.S. Marshal Hammond - 3 afl.
- 2017 Law & Order True Crime - als Robert Rand - 3 afl.
- 2014 - 2017 The Affair - als Max - 16 afl.
- 2013 - 2014 Parenthood - als Carl Fletcher - 9 afl.
- 2009 - 2012 Drop Dead Diva – als Jay Parker – 52 afl.
- 2012 Castle – als Martin Danberg – 2 afl.
- 2010 - 2011 The Whole Truth – als Carl Bagley – 3 afl.
- 2008 Men in Trees – als Jim Switzer- 2 afl.
- 2006 - 2007 Studio 60 on the Sunset Strip – als Luke Scott – 6 afl.
- 2006 Courting Alex – als Stephen – 10 afl.
- 2005 Over There – als Alexander Hunter / luitenant Underpants – 5 afl.
- 2003 - 2005 Monk – als agent Grooms – 2 afl.
- 2003 - 2004 Six Feet Under – als Sarge – 2 afl.
- 2002 CSI: Miami – als Ben McCadden – 2 afl.

### Computerspellen
- 2005 Jade Empire – toegevoegde stem

- International Standard Name Identifier: 0000 0000 3629 921X
- Library of Congress Control Number: n2003072722
- MusicBrainz: 4b217420-cfae-4abb-9e61-b072a62ac73d
- Virtual International Authority File: 58455747
- WorldCat: E39PBJdGP77QPpV49YBXftWYyd